# 大叶桃花心木
大叶桃花心木（学名：Swietenia macrophylla），楝科常绿乔木，因木材呈現桃紅色紋路，而得名。

## 特徵
大葉桃花心木树是常綠大喬木，一般在25米以上，可達46公尺。樹幹有一個單軸優勢，側枝排列整齊且與主幹相似，多年後樹冠會像一把傘。生長具有季節規律性，三月快速掉光葉子後再長新葉，新葉一開始是紅色的，很快長大變成綠色。
葉子是互生偶数羽状复叶，葉前端漸尖，基部呈鈍圓形，葉兩面皆光滑。四月新葉轉綠後，顶生或葉腋長出有限花序和無限花序混合的花序，稱為密錐花序(Thyrse)，花期3~4月，九月份時结出蒴果，可以見到果實高掛在枝頭上，一直等到隔年的三月桃花心木掉光所有的葉子後，光禿禿的樹頂上褐色卵形蒴果特別明顯，緊接著蒴果就裂開了，每一顆果實約含45~70粒種子，種子呈深褐色，具有長翅等。

## 保育狀況
其被列為《瀕危野生動植物種國際貿易公約》（CITES）的附錄二之物種，被限制出口及貿易。

## 產地
原产于拉丁美洲，廣泛分布於墨西哥至巴西東部的大西洋沿岸。
台灣最早於1901年由日本植物學家田代安定引進，試種於林試所恆春分所，生長良好，旋於南部的嘉義、高雄等地區栽植造林。

## 用途
桃花心木帶有紅色且紋理美麗，用來做傢俱及壁板品質高雅，材質堅硬不易彎曲變形耐磨損，很容易加工製造，且成品帶有華麗的紅褐色或金褐色，是一種非常好的木材。
中美洲國家貝里斯的國徽繪有大叶桃花心木，為該國昔日英屬宏都拉斯時期重要的林業經濟之一。

## 图片

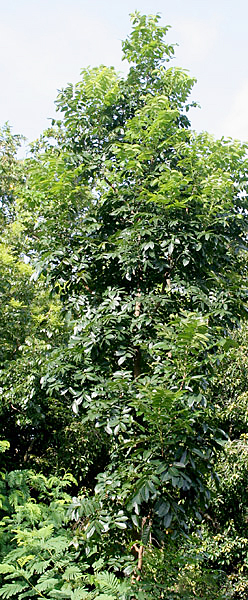
大葉桃花心木幼齡木攝於印度加爾各答西孟加拉邦
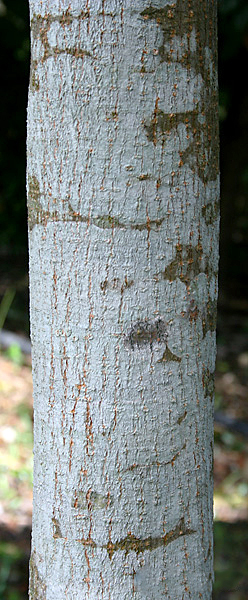
大葉桃花心木幼齡木樹皮外觀
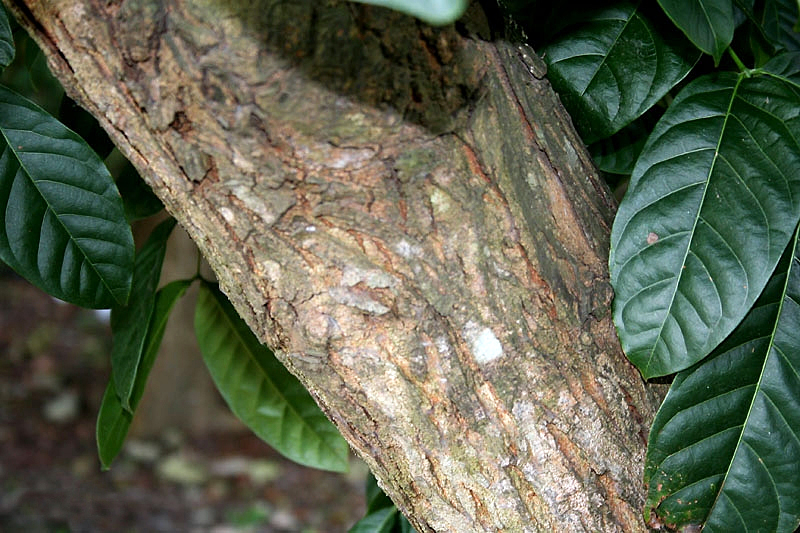
大葉桃花心木成齡木樹皮與樹葉
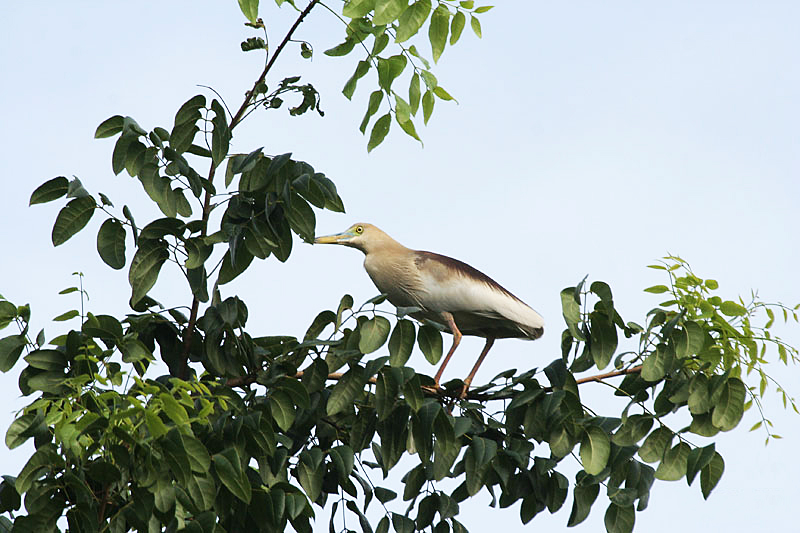
大葉桃花心木與樹冠上的印度池鷺
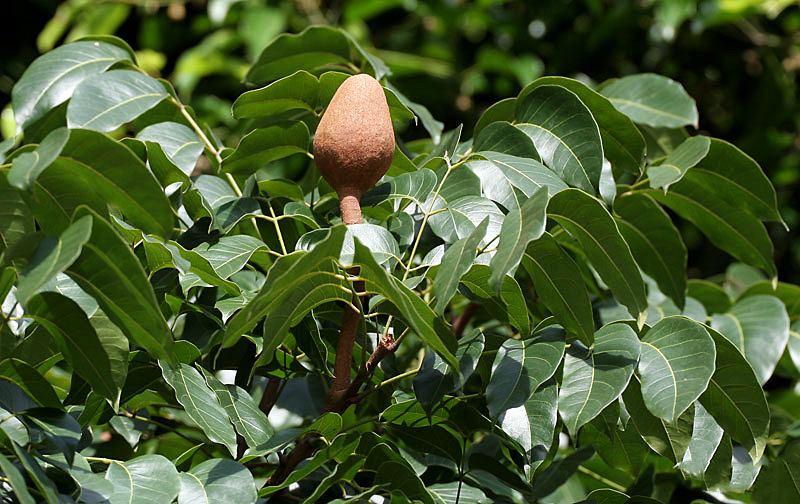
大葉桃花心木的果實

## 外部連結
- DANIDA factsheet: Swietenia macrophylla (pdf file)
- . Taiwan Forestry Journal. 2010-04, 36: 23–26.